# كأس ألمانيا 1953–54
كأس ألمانيا 1953–54 (بالألمانية: DFB-Pokal 1953/54)‏ هو الموسم 11 من كأس ألمانيا. أشرف على تنظيمه اتحاد ألمانيا لكرة القدم، وكان عدد الأندية المشاركة فيه 8، وفاز فيه نادي شتوتغارت.